# 伦特里亚
伦特里亚（西班牙語：Rentería）是西班牙巴斯克自治区吉普斯夸省的一个市镇。总面积32平方公里，总人口38224人（2001年），人口密度1195人/平方公里。

## 友好城市
- 法國 蒂勒
- 德国 紹恩多夫
- 葡萄牙 洛薩達